# Bucephala
I quattrocchi sono piccole anatre marine appartenenti al genere Bucephala che nidificano nelle cavità degli alberi. Il loro piumaggio è bianco e nero e si nutrono di pesci, crostacei e di altri animali marini.
Le tre specie viventi sono:
- Bucephala albeola - Quattrocchi minore,
- Bucephala clangula - Quattrocchi,
- Bucephala islandica - Quattrocchi d'Islanda.

I taxa fossili conosciuti sono:
- Bucephala cereti (Miocene medio della formazione Sajóvölgyi di Mátraszõlõs, Ungheria - Pliocene superiore di Chilhac, Francia)
- Bucephala ossivalis (Miocene superiore/Pliocene inferiore della Bone Valley, USA), molto simile al quattrocchi comune, di cui forse ne è una paleosottospecie o il diretto progenitore
- Bucephala fossilis (Pliocene superiore della California, USA)
- Bucephala angustipes (Pleistocene inferiore dell'Europa centrale)
- Bucephala sp. (Pleistocene inferiore di Dursunlu, Turchia: Louchart et al. 1998)